# Saatse
Saatse – wieś w Estonii, w prowincji Põlva, w gminie Värska. Wieś jest blisko granicy estońsko-rosyjskiej i jedyna droga którą można dojechać do wsi przecina na kilkaset metrów terytorium Rosji. Technicznie można dojechać objazdem ale nadkłada się ponad 20 km drogi. Rosja pozwoliła na pokonywanie jej terytorium bez wymaganej wizy pod warunkiem, że samochód nie będzie się zatrzymywał (przez te kilkaset metrów). W przypadku awarii samochodu lub braku paliwa, pogranicznicy dostarczają paliwo lub pojazd jest holowany na stronę estońską.